# پاتریتسیا کازادی
پاتریتسیا کازادی (لهستانی: Patricia Kazadi؛ زادهٔ ۱۷ مارس ۱۹۸۸) بازیگر، خواننده و هنرمند رقص اهل لهستان است. مادر او لهستانی (اهل ووکوو در استان لوبلین) و پدرش اهل جمهوری دموکراتیک کنگو است.
از فیلم‌ها یا مجموعه‌های تلویزیونی که وی در آن‌ها نقش داشته‌است، می‌توان به موج جرم و جنایت، ورای تخت جراحی، لندنی‌ها، در خیابان سپولنی و کمیسر آلکس اشاره نمود.